# Cândeasca, Călărași
Cândeasca este un sat în comuna Belciugatele din județul Călărași, Muntenia, România. La recensământul din 2002 avea o populație de 398 locuitori.
 Acest articol despre o localitate din județul Călărași este deocamdată un ciot. Puteți ajuta Wikipedia prin completarea lui.